# San Leucio del Sannio
San Leucio del Sannio község (comune) Olaszország Campania régiójában, Benevento megyében.

## Fekvése
A megye déli részén fekszik, 50 km-re északkeletre Nápolytól, 6 km-re délre a megyeszékhelytől. Határai: Apollosa, Benevento, Ceppaloni és Sant’Angelo a Cupolo.

## Története
A települést valószínűleg a 11. században alapították. A következő századokban nemesi birtok volt. A 19. században nyerte el önállóságát, amikor a Nápolyi Királyságban felszámolták a feudalizmust. 1928-ig neve San Giorgio la Montagna volt. 

## Népessége
A népesség számának alakulása:

## Főbb látnivalói
- Palazzo Zamparelli
- San Leucio Vescovo-templom
- San Giovanni-templom
- Madonna della Misericordia-templom